# ظهير الدين البخاري
ظهير الدين البخاري (ت. 619 هـ / 1222 م) هو فقيه حنفي، كان محتسباً ببخارى.
هو ظهير الدين أبو بكر محمد بن أحمد بن عمر البخاري. له: «الفتاوى الظهيرية»، مجموعة من الفتاوى. وفي «الفوائد البهية» تنبيه إلى عدم الخلط بين: «الفوائد الظهيرية» لظهير الدين هذا و «الفتاوى الظهيرية» لظهير الدين الحسن بن علي المرغيناني (ت. نحو 600 هـ / 1203 م).